# Cratere Joy
Joy è un cratere lunare intitolato all'astronomo statunitense Alfred Harrison Joy; è situato nel terreno irregolare proprio ad ovest del Mare Serenitatis. È di forma circolare con il bordo leggermente rialzato.
Prima di essere rinominato Joy dalla Unione Astronomica Internazionale, il cratere era noto come 'Hadley A'. Il Mons Hadley è localizzato ad ovest-nordovest nella catena dei Montes Apenninus.